# Helicè

Els helicens en química orgànica són compostos aromàtics policíclics orto condensats en els quals els anells de benzè o altres anells aromàtics estan angularment anul·lats per donar molècules en forma d'hèlix. La química dels helicens ha atret atenció contínua per la seva estructura òptica i espectral única.
Els helicens són notables per tenir quiralitat encara que no tenen ni àtoms de carboni asimètrics ni centres quirals. La quiralitat dels helicens és el resultat del fet que les hèlixs en sentit horari no són superimposables i és un exemple de quiralitat inherent.